# Hanacivka, Peremîșleanî
Hanacivka (în ucraineană Ганачівка) este un sat în comuna Stanîmîr din raionul Peremîșleanî, regiunea Liov, Ucraina.

## Demografie
Componența lingvistică a localității Hanacivka
     Ucraineană (99,79%)
Conform recensământului din 2001, majoritatea populației localității Hanacivka era vorbitoare de ucraineană (99,79%), existând în minoritate și vorbitori de alte limbi.